# Charles Studd

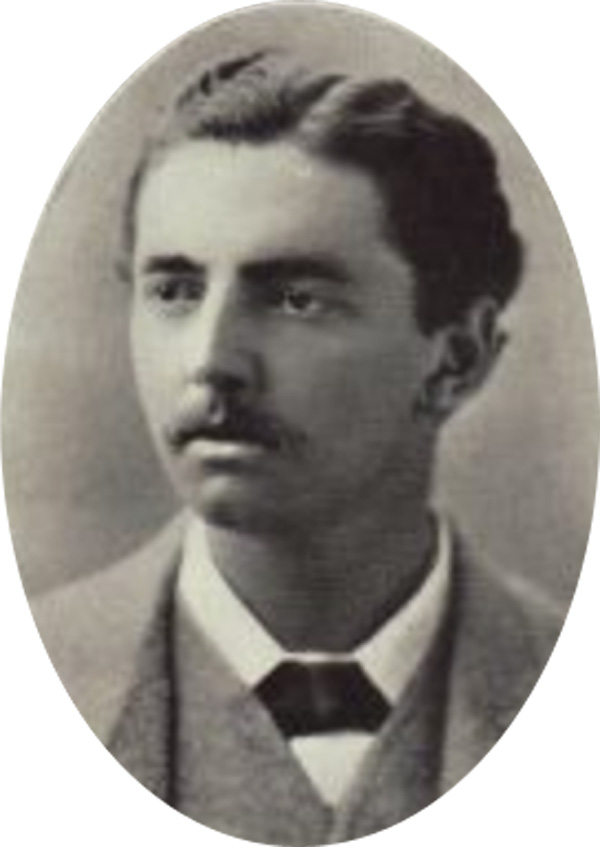
Charles Studd (ca. 1880)

Charles Thomas Studd (Spratton, 2 december 1860 – Ibami (Belgisch-Congo), 16 juli 1931) was een bekende Engelse zendeling en cricketspeler. Als zendeling bezocht hij China, was onderdeel van de Cambridge Seven, en was later verantwoordelijk voor de totstandkoming van Heart of Africa Mission (HAM) en Worldwide Evangelisation Crusade (WEC).

## Cricketspeler
Als cricketspeler speelde hij een groot aantal wedstrijden voor Engeland. Op zijn zestiende blonk hij al uit in cricket en op zijn negentiende was hij aanvoerder van het team van Eton College. Daarna ging hij naar Trinity College in Cambridge en werd daar gezien als een van de beste spelers ooit.
Studd bekeerde zich in 1878 tot het christendom tijdens een campagne van Dwight L. Moody. In 1884 werd zijn broer George ernstig ziek en Studd moest zichzelf bekennen dat hij zich sinds zijn bekering niet in een betere toestand bevond. Door de ernstige ziekte begon Charles de beroemdheid die de sport met zich meebracht in een ander licht te zien. "Wat heb je daaraan, als je oog in oog met de dood staat?" vroeg hij zich af.

## China
Er vond een radicale ommekeer plaats in zijn leven. Enige tijd later bezocht hij een bijeenkomst waar een zendeling uit China, die na zijn verlof in Engeland weer terug zou gaan, sprak over zijn werk. De gedachte kwam toen bij Charles op: "Zou God mij misschien roepen voor dit soort werk?" Hierover kreeg Studd veel kritiek van familieleden- en vrienden.
Ondanks al deze tegenstand zette Charles zijn voornemen door. Zijn medestudent Stanley Smithsloot zich bij hem aan en enige weken later kwamen er nog vijf andere studenten van dezelfde universiteit bij en hij besloot als zendeling naar China te gaan als onderdeel van de Cambridge Seven. In februari 1885 vertrokken zij naar China om te gaan werken met Hudson Taylor, die al langer als zendeling in China aanwezig was en de China Inland Mission had gevormd. Volgens de opvatting van de zendingsorganisatie moesten de zendelingen zich geheel aanpassen aan de Chinese gewoonten, ook wat kleding en haardracht betrof. In China leerde hij zijn vrouw, de Ierse Priscilla Swart kennen. Het pasgetrouwde paar begaf zich naar het binnenland van China. Ze wilden zich vestigen in een plaats waar geen enkele Europeaan woonde. Op 25-jarige leeftijd kreeg Studd een erfenis van zijn vader, maar hij besloot het gehele bedrag weg te geven. Zeven jaar brachten de Studds in China door. Ze hadden veel met ziekte te kampen. Een van hun kinderen overleed daar. In 1894 keerde hij wegens zijn zwakke gezondheid naar Engeland terug.

## India
Na een periode in Engeland, vertrok Studd echter naar India en leidde daar een kerk in de periode van 1900 tot 1906. Hoewel het ander werk was dat in China, was ook hier resultaat te zien door de bekering van een aantal Britse officieren en leden van de plaatselijke gemeenschap. Toen hij echter weer terug was in Engeland werd hij bezorgd over het grote aantal mensen in Afrika die nooit het evangelie van Jezus Christus hadden gehoord.

## Afrika
In 1910 vertrok hij naar Soedan en zette de Heart of Africa Missions op. In 1913 ging hij door naar Belgisch-Congo, en zette daar vier zendingsbasissen op onder een aantal stammen. In 1916 werd zijn vrouw ernstig ziek en moest hij terugkeren naar Engeland. Studd zelf keerde naar Congo terug. Zijn vrouw zou hem daarna nog één keer in 1928 bezoeken. Toen zij vrouw voldoende hersteld was, werd mede op jaar initiatief de WEC gevormd, met werkers uit Zuid-Amerika, Centraal-Azië, het Midden-Oosten en Afrika zelf. Studd zelf bleef de rest van zijn leven in Belgisch-Congo als zendeling en overleed op 70-jarige leeftijd.